# Fuente de la Rua das Taipas
La Fuente de la Rua das Tapias es una fuente de agua potable situada en el Centro histórico de Oporto, formando parte del Patrimonio de la humanidad de la ciudad portuguesa.
La fuente fue parte del plan para el suministro de agua a la ciudad que se inicia en la segunda mitad del siglo XVIII. Su construcción se remonta al año 1772 para sustituir una antigua fuente construida en 1707 en la Rua Virtud. Fue construida por la contribución de los habitantes de la zona, lo que contribuyó decisivamente a la simplicidad de la construcción.
Hoy en día esta  situada entre dos edificios, lo que aumenta su aparente simplicidad.
Se compone de un arco de medio punto con nicho neoclásico, delimitada por pilastras y coronada por una torre central superior. En el interior, un medallón oval sirve de salida del agua por un caño, echándola a un recipiente pequeño de medio punto, que a su vez da un depósito inferior más grande en piedra.